# Bô Francineide
Bo Francineide era um personagem de Jô Soares criado por Max Nunes para o programa Viva o Gordo e satirizava as atrizes de filmes eróticos em especial Bo Derek que fazia sucesso nos anos 70 e 80. Contracenava com Henriqueta Brieba fazendo sua mãe.